# Soul2Soul Tour
Soul2Soul Tour – pierwsza amerykańska trasa koncertowa małżeństwa muzyki country, Tima McGrawa i Faith Hill, która odbyła się w 2000 r.; obejmowała 65 koncertów.
McGraw i Hill na trasie zarobili prawie 50 milionów dolarów; a tournée przyciągnęło łącznie 950.000 ludzi. 60 koncertów trasy zostało wyprzedanych. Za tournée Pollstar przyznał McGrawowi i Hill nagrodę Industry Concert, ogłaszając trasę najbardziej kreatywnym tournée roku 2000. Artystami supportującymi McGrawa i Hill byli Keith Urban i The Warren Brothers.

## Program koncertów
Koncert był podzielony na dwie części. W pierwszej części koncertów śpiewała Hill, a po niej McGraw. Na koniec koncertów McGraw i Hill śpiewali wspólnie.

### Faith Hill
1. „What’s In It For Me?”
2. „The Way You Love Me”
3. „If My Heart Had Wings”
4. „Wild One”
5. „I've Got My Baby”
6. „The Secret of Life”
7. „That’s How Love Moves” (niektóre koncerty)
8. „Let Me Let Go”
9. „Breathe”
10. „It Matters To Me”
11. „Love Child” (niektóre koncerty)
12. „Let's Make Love” (wspólnie z głosem Tima McGrawa z ekranu)
13. „Piece of My Heart”
14. „Let’s Go To Vegas”
15. „Where Are You Christmas?” (niektóre koncerty)
16. „There Will A Come Day”
17. „This Kiss”

### Tim McGraw
1. „Indian Outlaw” (instrumentalny wstęp)
2. „Heartbroken Again” (niektóre koncerty)
3. „Where the Green Grass Grows”
4. „Something Like That”
5. „Refried Dreams”
6. „Everywhere”
7. „Don't Take the Girl”
8. „Just to See You Smile”
9. „For a Little While”
10. „It's Your Love” (z głosem Faith Hill z ekranu)
11. „Down on the Farm”
12. „The Joker”
13. „Seventeen” (z zawarciem fragmentów utworu „It Was a Very Good Year”)
14. „Some Thing Never Change”
15. „All I Want”
16. „I Like It, I Love It”

### Hill i McGraw wspólnie
1. „Let Me Love You”
2. „Angry All The Time”
3. „Go Your Own Way”

## Lista koncertów
- 12 lipca – Atlanta, Georgia, USA – Phillips Arena
- 13 lipca – Birmingham, Alabama, USA – BJCC Arena
- 15 lipca – Raleigh, Karolina Północna, USA – Raleigh Entertainment & Sports Arena
- 16 lipca – Greenville, Karolina Południowa, USA – BI-LO Center
- 18 lipca – Fort Lauderdale, Floryda, USA – National Car Rental Center
- 19 lipca – Tampa, Floryda, USA – Ice Palace
- 21 lipca – Nowy Orlean, Luizjana, USA – New Orleans Arena
- 22 lipca – Memphis, Tennessee, USA – Pyramid Arena
- 23 lipca – Lafayette, Luizjana, USA – Cajundome
- 26 lipca – Denver, Kolorado, USA – Pepsi Center
- 28 lipca – Salt Lake City, Utah, USA – Delta Center
- 29 lipca – Las Vegas, Nevada, USA – Mandalay Bay Events Center
- 31 lipca – San Jose, Kalifornia, USA – San Jose Arena
- 4 sierpnia – Anaheim, Kalifornia, USA – Arrowhead Pond of Anaheim
- 5 sierpnia – San Diego, Kalifornia, USA – Cox Arena az Aztec Bowl
- 6 sierpnia – Phoenix, Arizona, USA – America West Arena
- 8 sierpnia – Sacramento, Kalifornia, USA – ARCO Arena
- 9 sierpnia – Oakland, Kalifornia, USA – The Arena in Oakland
- 11 sierpnia – Portland, Oregon, USA – Rose Garden Arena
- 12 sierpnia – Tacoma, Waszyngton, USA – Tacoma Dome
- 13 sierpnia – Spokane, Waszyngton, USA – Spokane Veterans Memorial Arena
- 15 sierpnia – Boise, Idaho, USA – BSU Pavillion
- 18 sierpnia – Fargo, Dakota Północna, USA – Fargodome
- 19 sierpnia – Minneapolis, Minnesota, USA – Target Center
- 20 sierpnia – Chicago, Illinois, USA – United Center
- 1 września – Cleveland, Ohio, USA – Gund Arena
- 2 września – Pittsburgh, Pensylwania, USA – Mellon Arena
- 3 września – Grand Rapids, Michigan, USA – Van Andel Arena
- 6 września – Knoxville, Tennessee, USA – Thompson-Bolling Arena
- 8 września – University Park, Pensylwania, USA – Bryce Jordan Center
- 9 i 10 września – Columbus, Ohio, USA – Nationwide Arena
- 12 września – Albany, Nowy Jork, USA – Pepsi Arena
- 13 września – Hartford, Connecticut, USA – Hartford Civic Center
- 15 września – Waszyngton, USA – MCI Center
- 16 września – New York City, Nowy Jork, USA – Madison Square Garden
- 17 września – Worcester, Massachusetts, USA – Worcester's Centrum Centre
- 20 września – Filadelfia, Pensylwania, USA – First Union Center
- 22 września – Indianapolis, Indiana, USA – Consesco Fieldhouse
- 23 września – St. Louis, Missouri, USA – Kiel Center
- 24 września – Kansas City, Missouri, USA – Kemper Arena
- 26 września – Little Rock, Arkansas, USA – Alltel Arena
- 28 września – Milwaukee, Wisconsin, USA – Bradley Center
- 29 i 30 września – Auburn Hills, Michigan, USA – The Palace of Auburn Hills
- 7 października – Los Angeles, Kalifornia, USA – Staples Center
- 8 października – Bakersfield, Kalifornia, USA – Bakersfield Centennial Garden
- 11 października – Dallas, Teksas, USA – Reunion Arena
- 13 października – Houston, Teksas, USA – Compaq Center
- 14 października – Austin, Teksas, USA – Frank Erwin Center i Jr. Special Events Center
- 15 października – Oklahoma City, Oklahoma, USA – Myriad Arena
- 17 października – Greensboro, Karolina Północna, USA – Greensboro Coliseum
- 18 października – Louisville, Kentucky, USA – Freedom Hall
- 24 listopada – Cincinnati, Ohio, USA – Firstar Center
- 25 listopada – Charleston, Wirginia Zachodnia, USA – Charleston Civic Center
- 27 listopada – Madison, Wisconsin, USA – Kohl Center
- 28 listopada – Champaign, Illinois, USA – Assembly Hall
- 30 listopada – East Rutherford, New Jersey, USA – Continental Airlines Arena
- 1 grudnia – Baltimore, Maryland, USA – Baltimore Arena
- 3 grudnia – Richmond, Wirginia, USA – Richmond Coliseum
- 7 grudnia – Ottawa, Kanada – Corel Centre
- 8 grudnia – Toronto, Kanada – Air Canada Centre
- 9 grudnia – Rochester, Nowy Jork, USA – Blue Cross Arena at War Memorial
- 11 grudnia – Charleston, Wirginia Zachodnia, USA – North Charleston Coliseum
- 12 grudnia – Orlando, Floryda, USA – TD Waterhouse Centre